# Gasherbrum, la montagne lumineuse
Pour plus de détails, voir Fiche technique et Distribution.
Gasherbrum, la montagne lumineuse (Gasherbrum - Der leuchtende Berg) est un film documentaire allemand réalisé par Werner Herzog, sorti en 1985.

## Synopsis
En 1984, Reinhold Messner et Hans Kammerlander font l'ascension du Gasherbrum I puis du Gasherbrum II en style alpin sans retour au camp de base, réalisant pour la première fois ce type d'enchaînement de deux sommets de plus de 8 000 m.
Le film montre la préparation de l'expédition ainsi que la marche d'approche. Werner Herzog suit les alpinistes jusqu'au camp de base où il les attend jusqu'à leur retour de la double ascension. Werner Herzog dit s'intéresser surtout à l'aspect mental et psychologique d'une telle expédition. Les interviews de Reinhold Messner prennent une place importante dans le film.

## Fiche technique
- Titre original : Gasherbrum - Der leuchtende Berg
- Titre français : Gasherbrum, la montagne lumineuse
- Réalisation : Werner Herzog
- Scénario : Werner Herzog
- Musique : Popol Vuh (Singet, denn der Gesang vertreibt die Wölfe, la musique utilisée lors de l'ascension, a été réutilisée de la bande originale de Cœur de verre)
- Photographie : Rainer Klausmann
- Montage : Maximiliane Mainka
- Pays de production : Allemagne de l'Ouest
- Format : couleurs - 16 mm[1] - 1,33:1 - mono
- Genre : documentaire
- Durée : 45 minutes
- Dates de sortie :
  - États-Unis : 3 avril 1985
  - Allemagne de l'Ouest : 23 juin 1985
  - France : 3 décembre 2014

## Distribution
- Hans Kammerlander : lui-même
- Reinhold Messner : lui-même
- Werner Herzog : lui-même (voix)